# Cinema Transcendental
| 전문가 평가 | 전문가 평가 |
| 평가 점수   | 평가 점수   |
| 출처        | 점수        |
| ----------- | ----------- |
| Allmusic    | [ 1 ]       |

《Cinema Transcendental》은 브라질의 음악가인 카에타누 벨로주가 1979년에 발매한 스튜디오 음반이다. 이 음반의 트랙 중 일부는 브라질에서 히트했으며, 〈Lua de São Jorge〉, 〈Oração ao Tempo〉, 〈Beleza Pura〉 등이 있다.

## 배경
〈Vampiro〉는 조르지 마우트너의 커버로, 벨로주는 런던에 망명 중이던 1969년 마우트너와 만나 이 곡에 충격을 받았다고 한다. 벨로주와 마우트너가 2002년 발표한 컬래버레이션 음반 《Eu Não Peço Desculpa》에는 수록곡 〈Cajuína〉의 셀프 커버도 수록돼 있다.
알바로 네더는 올뮤직에서 5점 만점에 4.5점을 매겨 "몇 곡의 레게를 예외로 한다면 브라질 그루브에 바쳐진 작품"이라고 평했다. 《롤링 스톤 브라질》 잡지가 선정한 《브라질 음악의 역사상 가장 위대한 음반 100장》에서는 66위에 올랐다.

## 곡 목록
모든 곡들은 특별한 언급이 없는 한 카에타누 벨로주에 의해 작사/작곡하였다.
| #   | 제목                 | 작사·작곡                                      | 재생 시간 |
| --- | -------------------- | ---------------------------------------------- | --------- |
| 1.  | 〈Lua de São Jorge〉 |                                                | 3:57      |
| 2.  | 〈Oração ao Tempo〉  |                                                | 3:25      |
| 3.  | 〈Beleza Pura〉      |                                                | 3:30      |
| 4.  | 〈Menino do Ri〉     |                                                | 2:28      |
| 5.  | 〈Vampiro〉          | 조르지 마우트너                                | 4:03      |
| 6.  | 〈Elegia〉           | 페리클레스 카발칸티, 아우구스토 데 캄포스      | 2:19      |
| 7.  | 〈Trilhos Urbanos〉  |                                                | 2:46      |
| 8.  | 〈Louco por Você〉   |                                                | 7:40      |
| 9.  | 〈Cajuína〉          |                                                | 2:20      |
| 10. | 〈Aracaju〉          | 토마스 임프레타, 비니시우스 칸투아리아, 벨로주 | 2:23      |